# 서울증산초등학교
서울증산초등학교는 대한민국 서울특별시 은평구 증산동에 있는 공립 초등학교이다.

## 연혁
- <서울증산초등학교 달력의 학교 연혁>
- 1976.11.26에 12학급 개교
- 1978.02.11에 제 1회 졸업식 (졸업생 164명)
- 2006.05.23에 급식실,수영장 특별교실 준공
- 2006.03.01~2008.02.28에 서울특별시교육청 지정 보건교육 시범학교 운영(3년)

## 참고 문헌
- 서울증산초등학교 - 한국교육학술정보원 학교알리미

## 같이 보기
- 서울증산초등학교 축구단